# Rainer-Maria Schubert
Rainer-Maria Schubert (* 13. September 1944 in Scheibenberg) ist ein deutscher Bildhauer und Steinmetz.

## Leben und Wirken

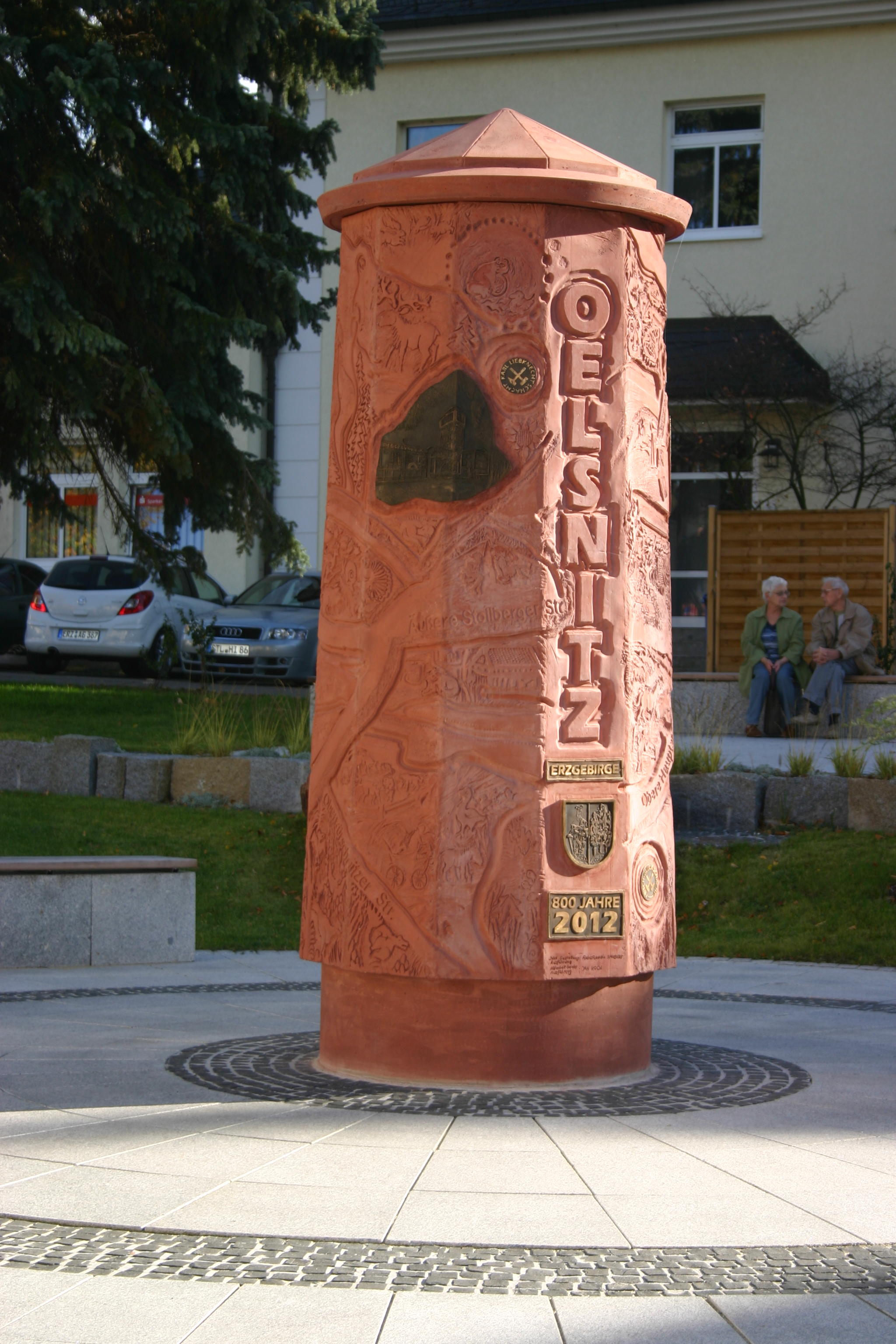
Oelsnitz-Stele

Nach seiner Schulzeit studierte Schubert von 1961 bis 1964 an der Fachhochschule für angewandte Kunst Schneeberg Angewandte Kunst unter Johannes Belz. Seit 1964 ist er freischaffend tätig. Er ist Mitglied im Chemnitzer Künstlerbund, in der Neuen Chemnitzer Kunsthütte und im Bundesverband Bildender Künstler.

## Werke

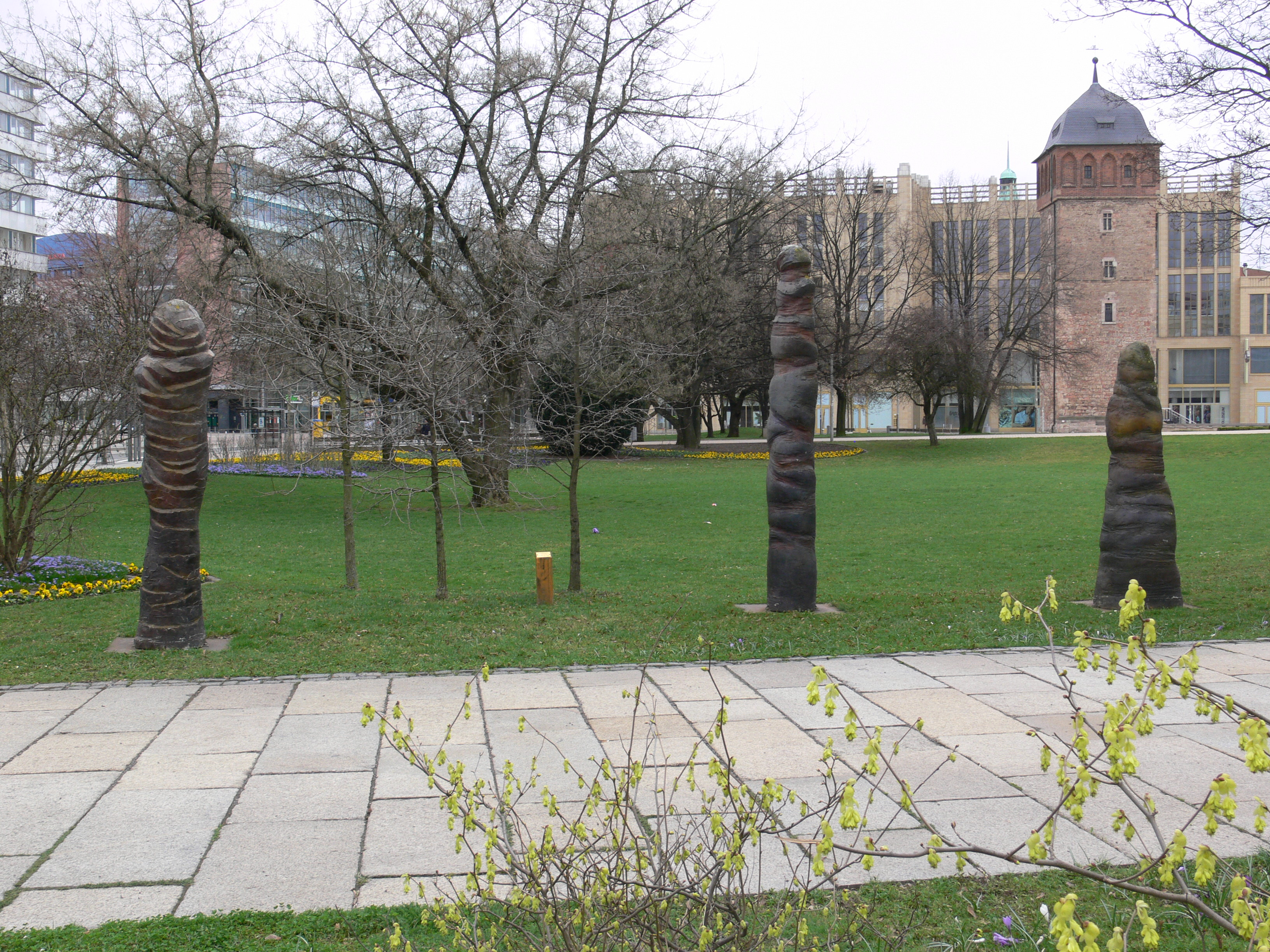
Chemnitz Stadthallenpark Schubert 3 Skulpturen-Verwicklungen

- Skulpturen „Fisch“ und „Schildkröte“ in Chemnitz, 1988
- Skulptur „Eulenbaum II“ in Chemnitz, 1990/2017
- 3 Skulpturen-Verwicklungen in Chemnitz, Stadthallenpark, 2001
- Oelsnitz-Stele (Plastik) in Oelsnitz/Erzgeb., 2012